# Ácido micofenólico
Ácido micofenólico, DCI, ou micofenolato, é uma droga imunossupressora usada para prevenir rejeição em transplante de órgãos. Ele foi inicialmente comercializado como o pró-fármaco micofenolato mofetil (MMF) para melhorar a biodisponibilidade oral.